# 上江川村
上江川村（かみえがわむら）は栃木県の東部、那須郡に属していた村である。

## 地理
- 河川：江川、岩川

## 歴史
- 1889年（明治22年）4月1日 町村制施行により、上河戸村、下河戸村、穂積村、南和田村、金枝村、鹿子畑村が合併し那須郡上江川村が成立する。
- 1955年（昭和30年）4月1日 塩谷郡喜連川町と合併し塩谷郡喜連川町を新設する。

## 歴代村長
※『栃木県歴史人物事典』686頁による。
1. 篠田保太郎：1889年4月 -
2. 稲沢徳一郎：1897年3月 -
3. 磯与一郎：1898年10月 -
4. 軽部金八郎：1902年4月 -
5. 稲沢徳一郎：1906年4月 -
6. 薄井浪吉：1907年9月 -
7. 網平弥：1909年8月 -
8. 蓮見量一郎：1917年8月 -
9. 磯久馬：1920年9月 -
10. 戸村市郎：1922年10月 -
11. 斎藤忠太：1924年3月 -
12. 関根平：1925年8月 -
13. 網岸一郎：1929年8月 -
14. 蓮見量一郎：1933年8月 -
15. 森与八郎：1937年9月 -
16. 網岸一郎：1941年10月 -
17. 森与八郎：1944年3月 -
18. 角田武雄：1946年5月 -
19. 加藤茂夫：1951年4月 - 1955年4月